# Coryphidium elegans
Espèce
Coryphidium elegans est une espèce éteinte d'acritarches, des microfossiles à paroi organique auxquels il n'est pas possible d'attribuer une affinité biologique avec certitude (on les regroupe dans les Biota incertae sedis).
Elle date du Trémadocien, l'âge le plus ancien de l’Ordovicien et a été trouvée au Maroc.